# Charles Crupelandt

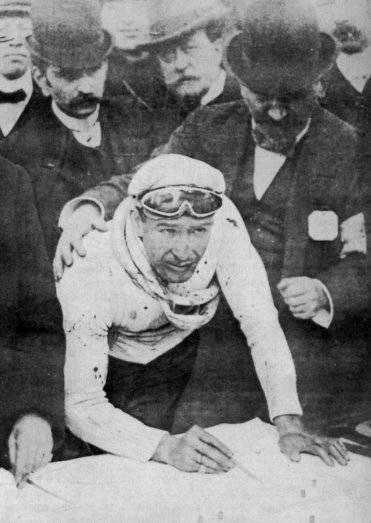
Charles Crupelandt

Charles Crupelandt (* 23. Oktober 1886 in Wattrelos; † 18. Februar 1955 in Roubaix) war ein französischer Radrennfahrer.
Charles Crupelandt lebte in Roubaix, schon als Kind gehörte die dortige Radrennbahn zu seinen Lieblingsplätzen, er selbst sagte später, dass er dort seine Kindheit verbracht hätte. Er gehörte zu den großen französischen Rennfahrern aus der Zeit vor dem Ersten Weltkrieg. Zweimal – 1912 und 1914 – gewann Crupelandt das Rennen  Paris–Roubaix, 1913 zudem Paris–Tours.
Dreimal nahm er an der Tour de France teil. 1910 gewann er die erste Etappe und wurde am Ende Sechster. 1911 gewann er zwei Etappen und belegte am Ziel in Paris den vierten Platz, und 1912 gewann er die erste Etappe. 1914 wurde er zudem Französischer Straßenmeister.
Im Ersten Weltkrieg wurde Crupelandt mit dem Croix de guerre ausgezeichnet. Nach seiner Rückkehr aus dem Krieg machte er sich kleinerer Delikte schuldig, wurde verurteilt und daraufhin vom französischen Radsportverband Union Vélocipédique de France (UVF) ausgeschlossen (dahinter werden Intrigen von Konkurrenten vermutet). Crupelandt fuhr dann Rennen für einen anderen französischen Verband und wurde noch zweimal Französischer Meister, allerdings inoffiziell.
Charles Crupelandt starb 1955, blind und beidseitig beinamputiert. Die letzten 300 Meter vor dem Velodrom von Roubaix sind nach ihm „Espace Charles Crupelandt“ benannt; anlässlich des 100. Jahrestages von Crupelandts Sieg bei Paris-Roubaix im Jahre 1914 wurden zwischen die dortigen Pflastersteine kleine Marmortafeln mit den Namen der bisherigen Sieger eingelassen. Crupelandt ist der einzige Rennfahrer aus Roubaix, dem ein „Heimsieg“ bei diesem Klassiker gelang.